# Upper Subansiri
Upper Subansiri är ett distrikt i Indien.   Det ligger i delstaten Arunachal Pradesh, i den östra delen av landet, 1 600 km öster om huvudstaden New Delhi. Antalet invånare är 83 448. Arean är 7 032 kvadratkilometer. Upper Subansiri gränsar till Kurung Kumey och West Siang.
Terrängen i Upper Subansiri är mycket bergig.
Följande samhällen finns i Upper Subansiri:
- Daporijo